# 赫兹莉·里韦拉
赫兹莉·里韦拉（英語：Hezly Rivera，2008年6月4日—），美国女子竞技体操运动员，2023年世界青年竞技体操锦标赛女子团体全能和女子自由体操银牌得主、2024年夏季奥林匹克运动会女子团体全能金牌得主。